# Distretto di Shivpuri
Il distretto di Shivpuri è un distretto del Madhya Pradesh, in India, di 1 440 666 abitanti. È situato nella divisione di Gwalior e il suo capoluogo è Shivpuri.